# Kynäsjärvi
Kynäsjärvi är en sjö i Finland. Den ligger i kommunen Påmark i landskapet Satakunta, i den sydvästra delen av landet, 220 km nordväst om huvudstaden Helsingfors. Kynäsjärvi ligger 53,9 meter över havet. Den är 3,5 meter djup. Arean är 2,58 kvadratkilometer och strandlinjen är 14,46 kilometer lång. Sjön  ingår i Karvia å huvudavrinningsområde.   I omgivningarna runt Kynäsjärvi växer i huvudsak blandskog. I Kynäsjärvi finns ön Selkäkari.